# Kootstertille
Kootstertille (Fries: Koatstertille, [ko.ətstr’tɪlə], ook De Tille [də’tɪlə]) is een dorp in de gemeente Achtkarspelen, in de Nederlandse provincie Friesland. Hoewel de Friese naam officieel Koatstertille is, wordt in de volksmond ook vaak de naam De Tille gebruikt.
Het dorp ligt in het oosten van Friesland, ongeveer 15 kilometer ten noorden van Drachten, tussen Twijzel en Drogeham. Kootstertille telde in 2023 2.480 inwoners. Onder het dorp vallen ook de buurtschappen De Kooten, Monniketille en Opperkooten.

## Geschiedenis
Van oorsprong was Kootstertille een buurtschap van het dorp Kooten, dat sinds 1959 op zijn beurt een buurtschap is geworden van Kootstertille. De buurtschap was ontstaan als een satellietnederzetting van het dorp Kooten. Het latere Kolonelsdiep bestond al voor 1508 als Olde diep. Onder stadhouder Caspar de Robles werd in 1575-'76 gewerkt aan een vaarverbinding tussen Briltil en de Lauwers, maar pas in 1595 kwam die verbinding als Cornelsdiep echt tot stand.
Hieraan ontleende ook het kanaal tussen Stroobos en het Bergumermeer de naam Kolonelsdiep of Caspar de Roblesdiep. De verbeterde vaarverbinding tussen Stroobos en Lemmer kreeg in 1955 de naam Prinses Margrietkanaal, maar de oude stukken vaart hielden ook hun oude naam. Er kwamen zich meer mensen vestigen in de omgeving van de brug over dit kanaal. Deze nederzetting kreeg de naam Tille, in 1508 zo aangeduid als  Wigher ter Tille. Tille is een Oudfriese benaming voor een vaste kleine brug.
In 1664 werd de plaats vermeld als Kootstertille en in 1786 als Kootster tille. Vooral rond de eeuwwisseling van de 19e en 20e eeuw verrezen hier o.a. enkele oliemolens, een jeneverstokerij en een scheepstimmerwerf; een pril begin van industrialisatie dus.
Eind jaren dertig van de 20e eeuw werd het kanaal om de buurtschap die al wat dorpse kenmerken had heengeleid, waardoor in de vorm van een doodlopende arm een haven ontstond waar diverse bedrijven gebruik van maakten. Dit had tot gevolg dat Kootstertille het dorp Kooten ging overvleugelen en daarom werd in 1959 Kootstertille aangewezen als de hoofdkern en verkreeg het de dorpsstatus, formeel een samenvoeging van de twee plaatsen maar in de praktijk bleven het twee eigen plaatsen.
Als gevolg van een wijziging van het industrialisatiebeleid van het Rijk werd Kootstertille ook aangewezen tot ontwikkelingskern. Het dorp groeide daardoor verder, het werd zo een komdorp.
De nieuwbouwwijk die na de jaren 80 van 20e eeuw werd aangelegd, werd aangesloten op de Oude Dijk, aan de kant van het oorspronkelijke dorp, en niet op De Koaten, omdat dit inmiddels een doorgaande hoofdweg was geworden. Hierdoor was er geen directe route tussen deze nieuwbouw en de oorspronkelijke kern van het dorp Kooten, op slechts een pad na, het Skoalpaed. Dit pad is vernoemd naar waar de school van Kooten stond aan De Koaten, in de oude dorpskern.

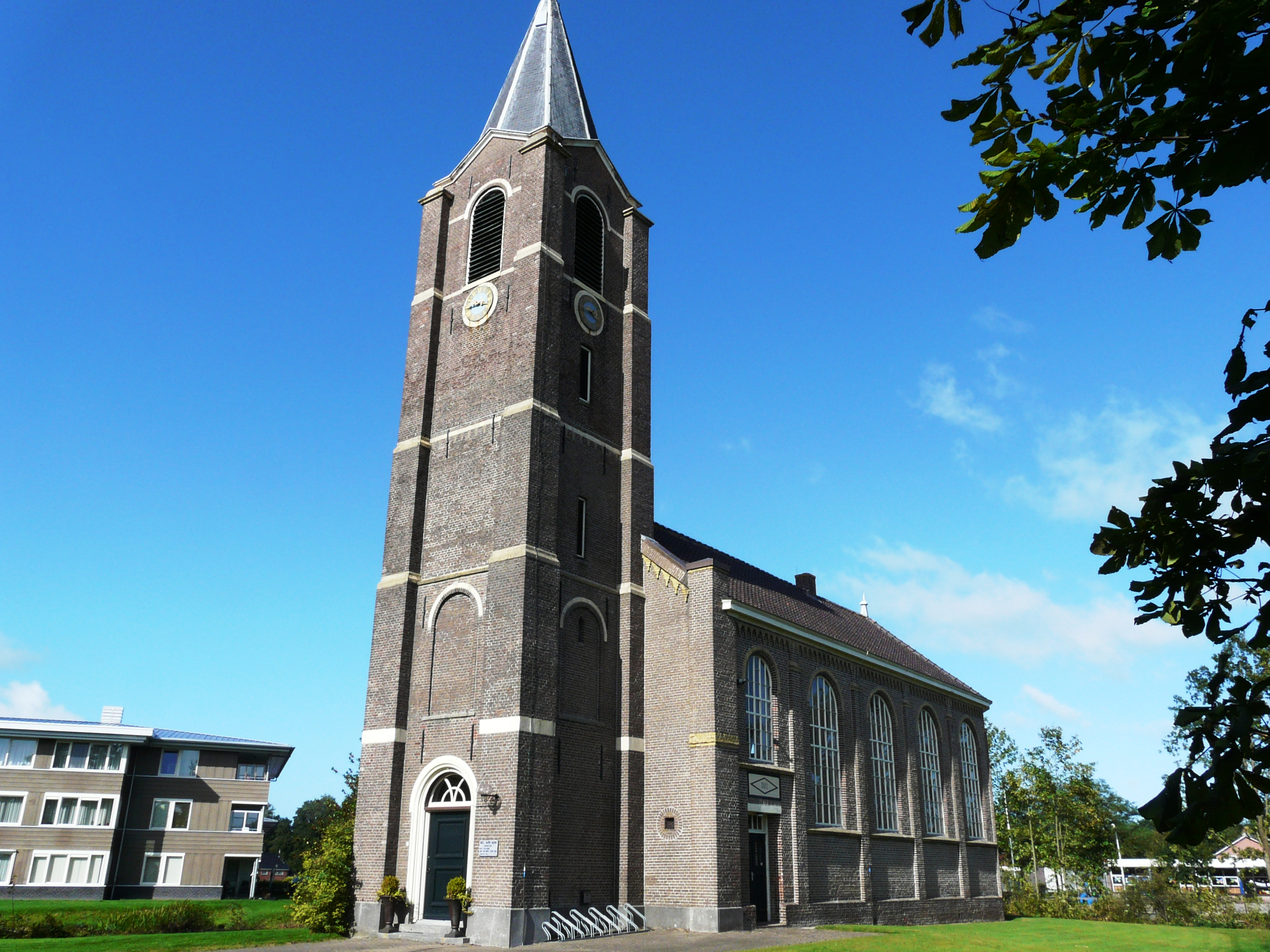
Benedictuskerk

## Kerk
Aan de noordelijke rand van de toenmalige buurtschap en net zuiden van de dorpskern van Kooten werd in 1882 de Benedictuskerk gebouwd. Het is een driezijdig gesloten zaalkerk met neoclassicistische details met een toren van vijf geledingen met achtkantige spits. In de toren hangt een klok uit 1759 van de klokkengieters Steen en Borchard.
De kerk was de opvolger van een ouder kerk, die dichter bij de brug stond maar wel de dorpskerk was van Kooten. In 1882 is de kerk eerst hier opgebouwd, maar nog in datzelfde jaar werd ze weer afgebroken om te worden herbouwd op de huidige plek. De kerk is een van de zes inschrijvingen in het rijksmonumentenregister.

## Sport
Sinds augustus 1961 kent het dorp een eigen voetbalvereniging, SC Kootstertille genaamd. Het dorp is wijder bekend van de Stertil Survivalrun, een groot jaarlijks survivalevenement, met deelnemers uit heel Nederland en ook uit Europa. Het dorp heeft bovendien een eigen survivalvereniging.

## Cultuur
Het dorp kent het uitgebreide dorpshuis, MFA Tillehûs geheten. Verder kent het de Malletband V.I.O.S. en de Majorette en Twirl Vereniging V.I.O.S. In mei of juni wordt er een avondvierdaagse georganiseerd.

## Onderwijs
Het dorp kent een drietal basisscholen, de CBS De Merlettes, de OBS De Balkwar en GBS Oranje Nassau. En het kent verder een peuterspeelzaal.

## Bevolkingsontwikkeling
| 1990  | 1992  | 1994  | 1996  | 1998  | 2000  | 2002  | 2004  | 2006  | 2012  | 2017  | 2018  | 2019  | 2021  | 2023  |
| ----- | ----- | ----- | ----- | ----- | ----- | ----- | ----- | ----- | ----- | ----- | ----- | ----- | ----- | ----- |
| 2.541 | 2.557 | 2.508 | 2.551 | 2.526 | 2.517 | 2.507 | 2.515 | 2.533 | 2.536 | 2.503 | 2.505 | 2.440 | 2.425 | 2.480 |

## Geboren in Kootstertille
- Sybrand van Haersma (1766-1839), bestuurder
- Louw de Graaf (1930-2020), politicus
- Harry van der Molen (1980), politicus
- Arno Bunnig (1985), basketballer

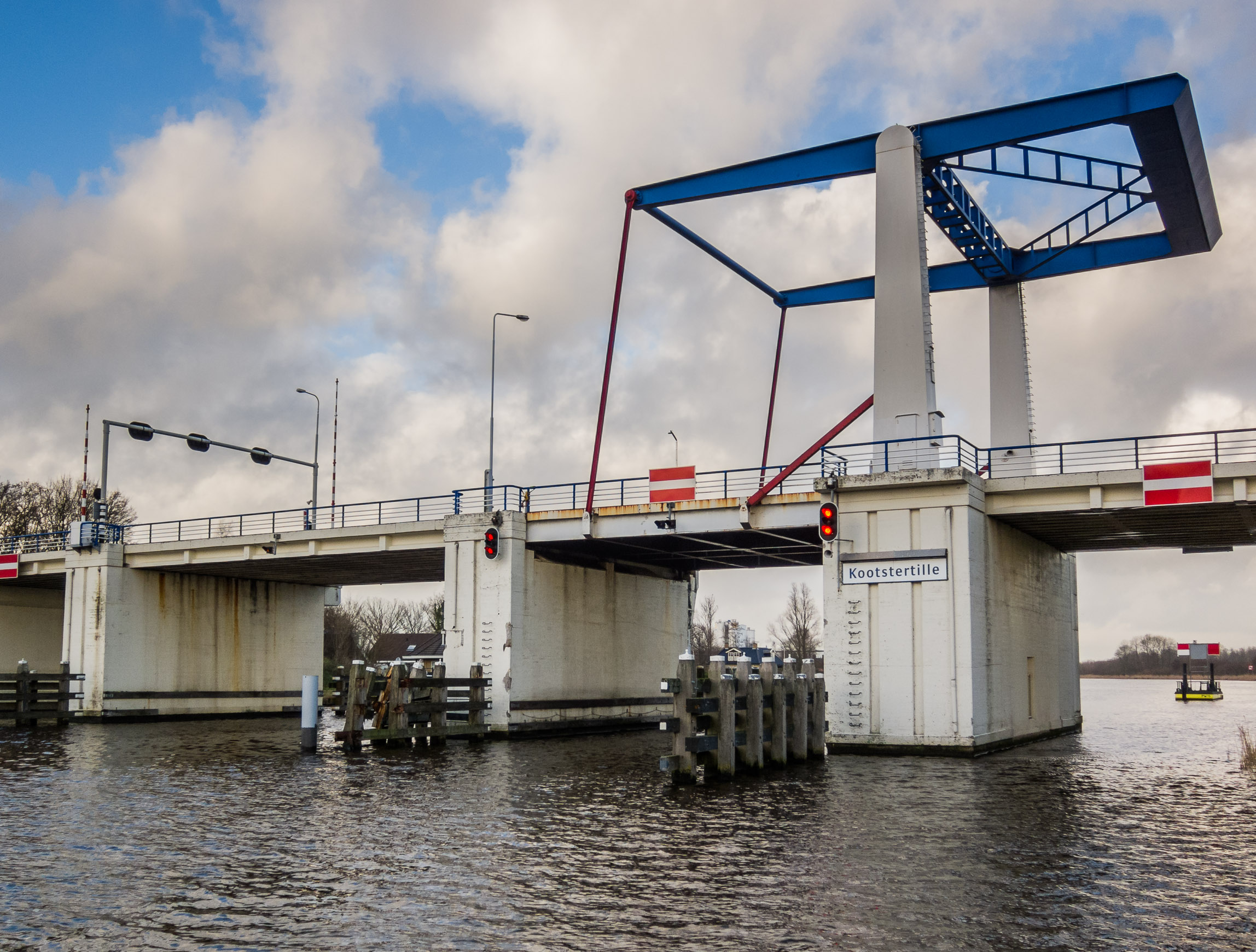
De brug van Kootstertille
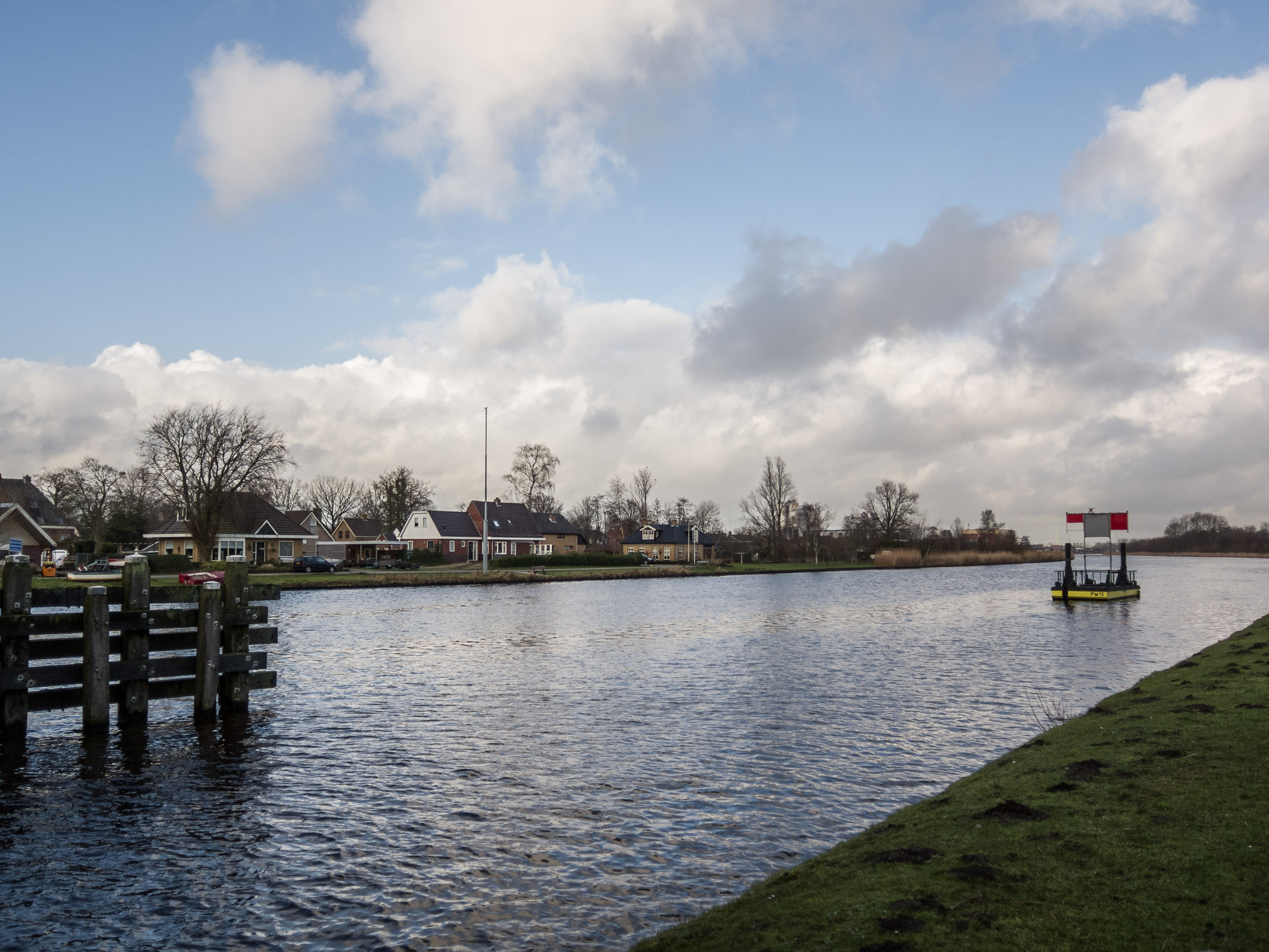
Prinses Margrietkanaal bij de brug van Kootstertille
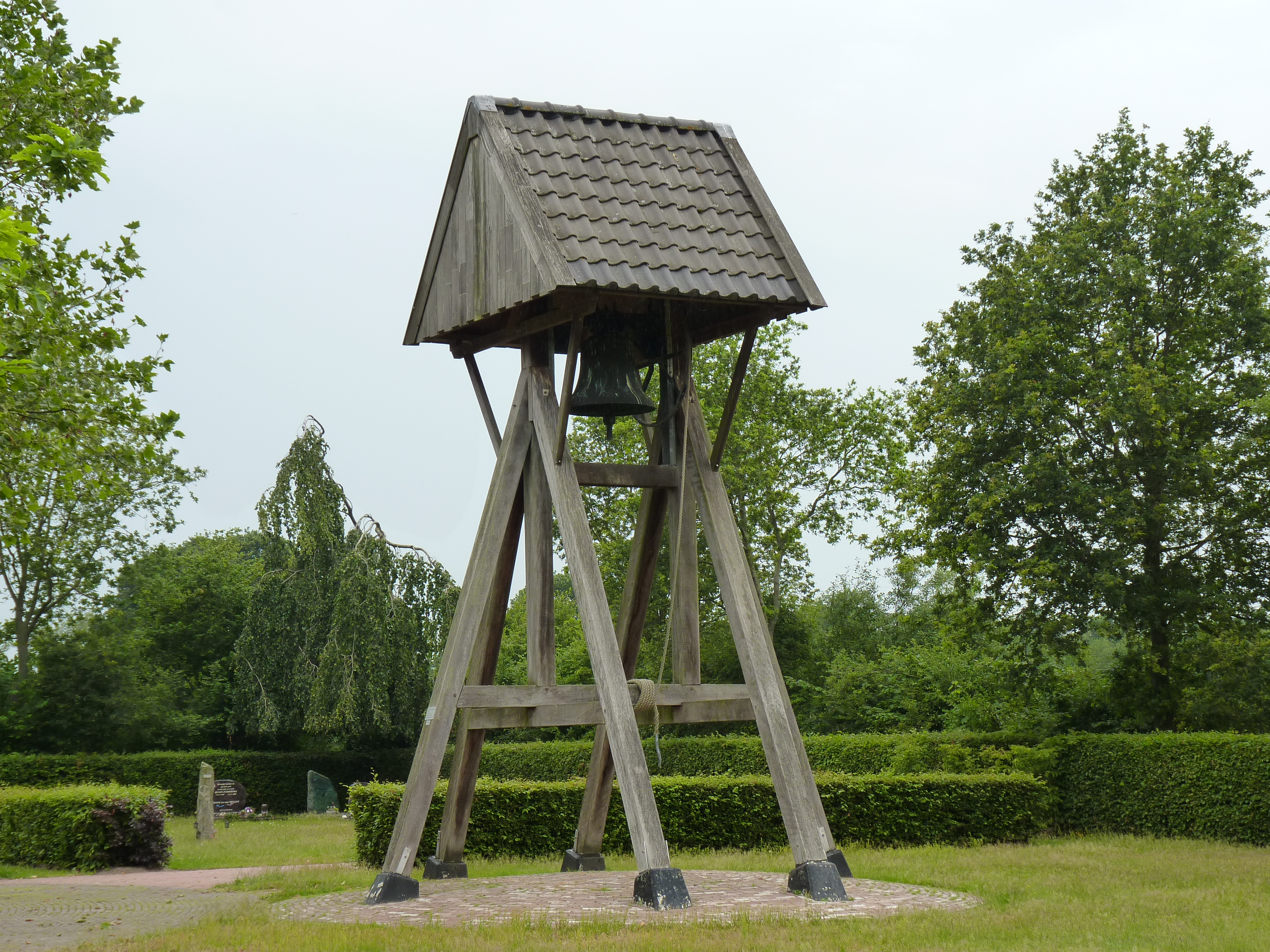
Klokkenstoel 2010

Dorpen: Augustinusga · Boelenslaan · Buitenpost · Drogeham · Gerkesklooster · Harkema · Kootstertille · Stroobos · Surhuisterveen · Surhuizum · Twijzel · Twijzelerheide

Buurtschappen: Barghiem · Blauwhuis · Blauwverlaat · Buweklooster · Buwetille · De Kooten · De Laatste Stuiver · Dijkhuizen · Egypte · Gerben Allesverlaat · Hamsterpein · Hamshorn · Hiltjemoeiswouden · Jachtveld · Kortwoude · Kuikhorne (deels) · Lutkepost · Monniketille · Ophuis · Opperkooten · Rohel · Roodeschuur · Surhuizumer Mieden · Uitland · Vierhuizen · Westerend · Wildpad (deels) · Wildveld

Friesland: Steden en dorpen      Nederland: Provincies · Gemeenten